# Inlandsbanan
Inlandsbanan (ligne de l'intérieur) est une ligne de chemin de fer du réseau ferroviaire suédois, d'une longueur de 1288 kilomètres et reliant Kristinehamn et Gällivare.

## Histoire
La section sud était initialement une série de lignes privées, commencées en 1857. L'état acheta ces lignes en 1916-1918, pour les raccorder aux voies qu'il construisait plus au nord depuis 1912. L'intégralité de la ligne devait être terminée en 1924, mais les retards repoussent l'ouverture en 1937. Le but initial de la ligne était de développer l'intérieur du Nord suédois, mais aussi de servir d'alternative à la Norra Stambanan sur la côte en cas de conflits. Mais les délais et la qualité limitée de la ligne, empêchent la ligne de satisfaire aux ambitions initiales. La lenteur du trafic sur cette ligne ne peut concurrencer le développement de la voiture dans les années 1950. En 1964, la section Nykroppa-Persberg, qui traversait une zone très peu peuplée, est abandonnée et le trafic est redirigé vers la ligne Bergslagsbanan desservant des villes plus importantes. En 1993, avec la déréglementation du trafic ferroviaire en Suède, la partie nord de la ligne (Mora-Gällivare), menacée d'abandon, fut achetée par plusieurs communes qui forment alors Inlandsbanan AB, chargé de la gestion et de l'exploitation de cette section. La partie sud (Kristinehamn–Nykroppa) est électrifiée depuis 2012, ce qui a permis une meilleure connexion du trafic avec les autres lignes du pays. Inlandsbanan AB désire aussi électrifier la partie nord.[réf. nécessaire]